# Grand Ole Opry
Grand Ole Opry je nedeljni američki scenski koncert kantri muzike u Nešvilu u Tenesiju, osnovan 28. novembra 1925, zaslugom Džodža D. Heja kao jednočasovna radio emisija „barn dans” na WSM. Trenutno je u vlasništvu i pod upravom Opri entertejnmenta (odeljenja kompanije Rajman Hospitaliti Propertis, Ink.). Ovo je najdugovečnija radio emisija u istoriji SAD. Ona je posvećena odavanju počasti kantri muzici i njenoj istoriji. Opri prezentira mešavinu poznatih pevača i savremenih vodećih muzičara koji izvode kantri, blugras, amerikanu, folk i gospel muziku, kao i komične nastupe i skečeve. Privlači stotine hiljada posetilaca iz celog sveta i milione slušalaca na radiju i preko interneta.
Tridesetih godina 20. veka emisija je počela da zapošljava profesionalce i proširila se na četiri sata. Emitujući do tada na 50.000 vati, WSM je od programa stvorio muzičku tradiciju subotom uveče u skoro 30 država. Godine 1939, debitovao je nacionalno na NBC Radiju. Opri je preseljen u svoj stalni dom, Rajmanov auditorium, 1943. Kako se razvijao po značaju, tako se razvijao i grad Nešvil, koji je postao američka „prestonica kantri muzike”. Grand Ole Opri u Nešvilu ima takav značaj da se pominje kao „dom” na natpisima dobrodošlice koje vozači vide na okružnoj liniji metro oblsti Nešvil/Dejvidson.
Članstvo u Opriju ostaje jedno od krunskih dostignuća katri muzike. Od 1974, emisija se emituje iz Grand Ole Opri Hausa istočno od centra Nešvila, sa godišnjim tromesečnim nastupima nazad u Rajmanu od 1999. Pored radio programa, predstave su se tokom godina sporadično televizijski prenosile.

## Istorija

### Počeci
započeo je kao WSM Barn Dans u novom radijskom studiju na petom spratu kompanije Nacionalnog osiguranja života i od nezgoda u centru Nešvila 28. novembra 1925. Dana 17. oktobra 1925. uprava je započela program u kome je učestvovao „Dr. Hamfri Bejt i njegov gudački kvartet muzičara starog doba”. VSM je 2. novembra angažovao dugogodišnjeg najavljivača i programskog direktora Džordža D. Haja, preduzimljivog pionira iz programa Nacionalni Barn Dans na WLS u Čikagu, koji je takođe proglašen za najpopularnijeg radio voditelja u Americi kao rezultat njegovog radijskog doprinosa sa WLS i WMC u Memfisu, Tenesi. Haj je pokrenuo WSM Barn Dans sa 77-godišnjim violinistom ujakom Džimi Tompsonom 28. novembra 1925. godine, i taj datum se obeležava kao datum rođenja Grand Ole Oprija.
Neki od bendova koji su redovno nastupali tokom ranih dana bili su Bil Monro, Posum Hanters (sa Humfri Bejtom), Frut Džar Drinkers sa ujakom Dejv Makonom, Kruk Braders, Diksi Klodhoperi Binkli braće, Sid Harkrider, Deford Bejli, Fidlin' Artur Smit i Gali Džampers.
Sudiji Heju su se svideli Fruit Džar Drinkersi i zatražio je da se poslednji pojave u svakoj emisiji, jer je želeo da svaki segment uvek zatvori „usijanim sviranjem violine”. Oni su bili drugi bend prihvaćen na Barn Dansu, pri čemu su prvi bili Kruk braća. Kada je Opri uveo četvorne plesače u predstave, Fruit Džar Drinkersi su uvek svirali za njih. Godine 1926. ujak Dejve Makon, bendžo svirač iz Tenesija, koji je snimio nekoliko pesama i gostovao u vodviljskom krugu, postao je prva prava zvezda.

### Ime
Fraza „Grand Ole Opry” prvi put je izgovorena na radiju 10. decembra 1927. U to vreme, Sat muzičke zahvalnosti NBC Red mreže, program sa klasičnom muzikom i izborom iz velike opere, bio je praćen Barn Dansom. Opri voditelj Džordž Haj je najavio program:
Poslednjih sat vremena slušamo muziku uglavnom preuzetu iz Grand opere. Od sada ćemo vam predstaviti „Grand Ole Opri.”

### Veći događaji
Kako se publika emisije uživo povećavala, radio lokacija u prostorijama Nacionalnog osiguranja za život i nezgode postala je premala da primi horde obožavalaca. Oni su izgradili veći studio, ali on i dalje nije bio dovoljno velik. Nakon nekoliko meseci bez publike, Našonal Lajf je odlučio da dozvoli da se emisija preseli izvan matičnih prostorija. U oktobru 1934. godine, Opri je preseljen u tadašnje prigradsko pozorište Hilsboro (sada Belkort), pre nego što su se 13. juna 1936. preselili u Diksi Tabernakle u Istočnom Nešvilu. Opri su se potom preselili u Ratni memorijalni auditorijum, centar u blizini zdanja Državnog kongresa. Naplaćivana je ulaznica od 25 centi u pokušaju suzbijanja velike gužve, ali se to pokazalo bezuspešnim. U junu 1943. godine, Opri su se preselili u Rajmanov auditorium.
Jedan sat Opri programa je nacionalno emitovala NBC Red mreža od 1939. do 1956. godine, i veći deo emisije emitovan je sat vremena nakon programa koji ga je inspirisao, National Barn Dance. NBC segment, izvorno poznat po imenu sponzora, šou Princa Alberta, prvi je vodio Akuf, kojeg je nasledio Red Foli od 1946. do 1954. Od 15. oktobra 1955. do septembra 1956, ABC-TV je uživo emitovala, jednosatne televizijske verzije jednom mesečno subotom uveče (u sponzorstvu Ralston-Purina) koja je prednjačila za jedan sat tada 90-minutnom Ozark Džubileju. Od 1955. do 1957. Al Ganavaj je bio vlasnik i producent emisija The Country Show i Stars of the Grand Ole Opry. Obe su bile snimljeni programi u saradnji sa firmom Flamingo Films. Ganavajov šou Stars of the Grand Ole Opry je bila prva televizijska emisija snimljena u boji.
Dana 02. oktobra 1954. godine, tinejdžer Elvis Presli imao je svoj jedini Opri nastup. Iako je publika pristojno reagovala na njegov revolucionarni brend rokabili muzike, menadžer Oprija Džim Deni rekao je Preslijevom producentu Samu Filipsu nakon emisije da stil pevača ne odgovara programu.

### 1960-te
Šezdesetih godina 20. veka, dok se hipi-kontrakulturni pokret širio, Opri je održavao svoj konzervativni imidž, tako da „dugokosi” nisu bili predstavljeni u emisiji. Berdsovi su bili značajan izuzetak. Pionir kauntri roka Gram Parsons, koji je u to vreme bio član Berdsa, boravio je u Nešvilu i radio na kantri rok albumu benda, Sweetheart of the Rodeo. Izdavačka kuća benda, Kolumbija Rekords, organizovala je nastup Berdsa u Rajmanu 15. marta 1968. godine, perspektiva koji je oduševila Parsonsa. Međutim, kada je bend izašao na scenu, reakcija publike je bila od početka neprijateljska, što je rezultiralo podsmešljivim dobacivanjem, izvikivanjem i podrugljivim pozivima „tvit, tvit” i „ošišajte se”. Berdsi su dodatno ogorčili Opri pobornike ignorišući prihvaćeni protokol kada su izveli Parsonsovu pesmu „Hickory Wind” umesto Merl Hagardove pesme „Život u zatvoru”, kako je najavio Tompal Glejser.  Dve decenije kasnije, dugo nakon Parsonsove smrti, članovi Berdsa našli su zajednički jezik sa Opri publikom i sarađivali na albumu Will the Circle Be Unbroken: Volume Two.
Još jedan umetnik koji je prekršio Oprijeve stroge standarde bio je Džeri Li Luis, koji je imao prvi i (do danas) jedini nastup u emisiji 20. januara 1973. godine, nakon nekoliko godina uspeha na top kantri listama. Luis je za svoje učešće dobio dva uslova - bez rokenrola i nepristojnosti - i on je u svom nastupu zanemario oba. U kontinuiranom 40-minutnom setu, Luis je svirao mešavinu svojih rokenrol hitova i obrada kantri pesama drugih pevača. Smatra se da je on bio ogorčen kako se prema njemu muzička industrija ophodila kada je prvi put stigao u Nešvil 1955. godine, a navodno je iskoristio svoj Opri nastup kao vid osvete muzičkoj industriji Nešvila.
Kantri legenda Džoni Keš, debitovao je na Opriju 5. jula 1956. godine, i tog dana upoznao svoju buduću suprugu Džun Karter Keš. Njemu je bilo zabranjeno da učestvuje u programu 1965. godine, nakon što je u pijanom stanju porazbijao svetla pozornice postoljem za mikrofon. Keš je incident komentarisao godinama kasnije: „Ne znam koliko su me uopšte želeli”, kaže on, „ali one noći kad sam porazbijao sva svetla pozornice postoljem za mikrofon, rekli su da im više nisam potreban. Stoga sam otišao i iskoristio to kao izgovor da stvarno podivljam i završio sam u bolnici kada sam po treći put slomio nos.” Keš je primljen nazad davne 1968. godine, nakon uspeha njegovog albuma At Folsom Prison, i njegovog oporavka od zavisnosti.

## Literatura
- Hay, George D (1945). A Story of the Grand Ole Opry.
- Kingsbury, Paul (1998). "Grand Ole Opry". In The Encyclopedia of Country Music. Paul Kingsbury, Editor. New York: Oxford University Press. pp. 208–9.
- Wolfe, Charles K (1999). A Good-Natured Riot: The Birth of the Grand Ole Opry. Nashville: Country Music Foundation Press.  0-8265-1331-X.
- Lovel, Jim (20. 12. 2004). „Cracker Barrel Reloads Marketing Arsenal”. AdWeek. Приступљено 9. 12. 2012.
- Opryland USA, Inc. v. The Great American Music Show, Inc., 970 F.2d 847 (Fed. Cir. 1992).
- US Trademark Trial and Appeal Board, opposition number 91188534.
- „WSM Back in Court Again - Files 2d Suit Over Name”. Billboard. 81 (21): 51. 24. 5. 1969.
- „Opry Records Sued For Infringement”. Billboard. 80 (50): 29. 14. 12. 1968. Приступљено 9. 12. 2012.
- WSM v. Bailey, United States District Court for the Middle District of Tennessee.297 F. Supp. 870 (M.D. Tenn. 1969), at 872-3.
- WSM v. Bailey, 297 F. Supp. 870 (M.D. Tenn. 1969), at 873.
- „Four Dropped From 'Opry' To Return on Christmas”. Billboard: 50. 27. 11. 1965.
- Morris, Edward (20. 4. 2000). „Grand Ole Opry Looking Toward Building Its Audience”. CMT/CMT News. Приступљено 9. 12. 2012.

## Spoljašnje veze
- Zvanični veb-sajt